# Джессіка Блажка
Джессіка Блажка (нід. Jessica Blaszka; нар. 5 серпня 1992, Герлен, провінція Лімбург) — нідерландська борчиня вільного стилю, бронзова призерка чемпіонату світу, срібна та бронзова призерка чемпіонатів Європи, учасниця Олімпійських ігор.

## Біографія
Боротьбою почала займатися з 1999 року. Триразова чемпіонка Європи серед кадетів (2007, 2008, 2009). Срібна призерка чемпіонату Європи серед юніорів (2010). Виступає за борцівський клуб «KSV Simson», Ландграф.

## Спортивні результати на міжнародних змаганнях

### Виступи на Олімпіадах
| Змагання                    | Збірна     | Вагова категорія          | Місце |
| --------------------------- | ---------- | ------------------------- | ----- |
| Літні Олімпійські ігри 2016 | Нідерланди | жіноча боротьба, до 48 кг | 15    |

### Виступи на Чемпіонатах світу
| Змагання                        | Збірна     | Вагова категорія          | Місце  |
| ------------------------------- | ---------- | ------------------------- | ------ |
| Чемпіонат світу з боротьби 2010 | Нідерланди | жіноча боротьба, до 48 кг | 16     |
| Чемпіонат світу з боротьби 2011 | Нідерланди | жіноча боротьба, до 48 кг | 17     |
| Чемпіонат світу з боротьби 2014 | Нідерланди | жіноча боротьба, до 48 кг | 9      |
| Чемпіонат світу з боротьби 2015 | Нідерланди | жіноча боротьба, до 48 кг | Бронза |
| Чемпіонат світу з боротьби 2017 | Нідерланди | жіноча боротьба, до 48 кг | 12     |
| Чемпіонат світу з боротьби 2018 | Нідерланди | жіноча боротьба, до 50 кг | 18     |
| Чемпіонат світу з боротьби 2019 | Нідерланди | жіноча боротьба, до 53 кг | 26     |

### Виступи на Чемпіонатах Європи
| Змагання                         | Збірна     | Вагова категорія          | Місце  |
| -------------------------------- | ---------- | ------------------------- | ------ |
| Чемпіонат Європи з боротьби 2010 | Нідерланди | жіноча боротьба, до 48 кг | 10     |
| Чемпіонат Європи з боротьби 2011 | Нідерланди | жіноча боротьба, до 48 кг | 12     |
| Чемпіонат Європи з боротьби 2012 | Нідерланди | жіноча боротьба, до 51 кг | 7      |
| Чемпіонат Європи з боротьби 2017 | Нідерланди | жіноча боротьба, до 48 кг | 7      |
| Чемпіонат Європи з боротьби 2019 | Нідерланди | жіноча боротьба, до 53 кг | Бронза |
| Чемпіонат Європи з боротьби 2020 | Нідерланди | жіноча боротьба, до 53 кг | Срібло |
| Чемпіонат Європи з боротьби 2021 | Нідерланди | жіноча боротьба, до 55 кг | 5      |

### Виступи на Європейських іграх
| Змагання              | Збірна     | Вагова категорія          | Місце |
| --------------------- | ---------- | ------------------------- | ----- |
| Європейські ігри 2015 | Нідерланди | жіноча боротьба, до 48 кг | 9     |
| Європейські ігри 2019 | Нідерланди | жіноча боротьба, до 53 кг | 10    |

### Виступи на інших змаганнях
| Змагання                                                        | Збірна     | Вагова категорія          | Місце  |
| --------------------------------------------------------------- | ---------- | ------------------------- | ------ |
| Гран-прі Німеччини з боротьби 2010                              | Нідерланди | жіноча боротьба, до 48 кг | 7      |
| Klippan Lady Open 2011                                          | Нідерланди | жіноча боротьба, до 48 кг | 5      |
| Тестовий турнір FILA 2011                                       | Нідерланди | жіноча боротьба, до 48 кг | Бронза |
| Олімпійський кваліфікаційний турнір з боротьби 2012 (Софія)     | Нідерланди | жіноча боротьба, до 48 кг | 12     |
| Олімпійський кваліфікаційний турнір з боротьби 2012 (Тайюань)   | Нідерланди | жіноча боротьба, до 48 кг | 12     |
| Олімпійський кваліфікаційний турнір з боротьби 2012 (Гельсінкі) | Нідерланди | жіноча боротьба, до 48 кг | 7      |
| Золотий Гран-прі з боротьби 2013 (Сассарі)                      | Нідерланди | жіноча боротьба, до 48 кг | Срібло |
| Золотий Гран-прі з боротьби 2013 (Баку)                         | Нідерланди | жіноча боротьба, до 48 кг | 9      |
| Кубок Бразилії з боротьби 2013                                  | Нідерланди | жіноча боротьба, до 51 кг | Золото |
| Турнір міста Сассарі з боротьби 2014                            | Нідерланди | жіноча боротьба, до 48 кг | Бронза |
| Гран-прі Іспанії з боротьби 2014                                | Нідерланди | жіноча боротьба, до 48 кг | 5      |
| Золотий Гран-прі з боротьби 2014 (Баку)                         | Нідерланди | жіноча боротьба, до 48 кг | 9      |
| Гран-прі Парижа з боротьби 2015                                 | Нідерланди | жіноча боротьба, до 48 кг | 5      |
| Klippan Lady Open 2015                                          | Нідерланди | жіноча боротьба, до 48 кг | 10     |
| Гран-прі Німеччини з боротьби 2015                              | Нідерланди | жіноча боротьба, до 48 кг | 7      |
| Гран-прі Іспанії з боротьби 2015                                | Нідерланди | жіноча боротьба, до 48 кг | 9      |
| Золотий Гран-прі з боротьби 2015                                | Нідерланди | жіноча боротьба, до 48 кг | Срібло |
| Гран-прі Парижа з боротьби 2016                                 | Нідерланди | жіноча боротьба, до 48 кг | 13     |
| Klippan Lady Open 2016                                          | Нідерланди | жіноча боротьба, до 48 кг | 7      |
| Гран-прі Німеччини з боротьби 2016                              | Нідерланди | жіноча боротьба, до 48 кг | Срібло |
| Відкритий чемпіонат Польщі з боротьби 2016                      | Нідерланди | жіноча боротьба, до 48 кг | 5      |
| Гран-прі Іспанії з боротьби 2016                                | Нідерланди | жіноча боротьба, до 48 кг | 5      |
| Гран-прі Парижа з боротьби 2017                                 | Нідерланди | жіноча боротьба, до 48 кг | Золото |
| Klippan Lady Open 2017                                          | Нідерланди | жіноча боротьба, до 48 кг | 7      |
| Відкритий чемпіонат Польщі з боротьби 2017                      | Нідерланди | жіноча боротьба, до 48 кг | 5      |
| Klippan Lady Open 2018                                          | Нідерланди | жіноча боротьба, до 50 кг | 10     |
| Відкритий чемпіонат Польщі з боротьби 2018                      | Нідерланди | жіноча боротьба, до 50 кг | 13     |
| Klippan Lady Open 2019                                          | Нідерланди | жіноча боротьба, до 53 кг | 10     |
| Гран-прі Німеччини з боротьби 2019                              | Нідерланди | жіноча боротьба, до 53 кг | Бронза |
| Турнір міста Сассарі з боротьби 2019                            | Нідерланди | жіноча боротьба, до 53 кг | 8      |
| Гран-прі Іспанії з боротьби 2019                                | Нідерланди | жіноча боротьба, до 53 кг | Срібло |
| Klippan Lady Open 2020                                          | Нідерланди | жіноча боротьба, до 53 кг | Бронза |
| Олімпійський кваліфікаційний турнір з боротьби 2020 (Будапешт)  | Нідерланди | жіноча боротьба, до 53 кг | 11     |
| Олімпійський кваліфікаційний турнір з боротьби 2020 (Софія)     | Нідерланди | жіноча боротьба, до 53 кг | 14     |

### Виступи на змаганнях молодших вікових груп
| Змагання                                       | Збірна     | Вагова категорія          | Місце  |
| ---------------------------------------------- | ---------- | ------------------------- | ------ |
| Чемпіонат Європи з боротьби серед кадетів 2007 | Нідерланди | жіноча боротьба, до 43 кг | Золото |
| Чемпіонат Європи з боротьби серед кадетів 2008 | Нідерланди | жіноча боротьба, до 46 кг | Золото |
| Чемпіонат Європи з боротьби серед кадетів 2009 | Нідерланди | жіноча боротьба, до 46 кг | Золото |
| Чемпіонат Європи з боротьби серед юніорів 2009 | Нідерланди | жіноча боротьба, до 48 кг | 8      |
| Чемпіонат світу з боротьби серед юніорів 2009  | Нідерланди | жіноча боротьба, до 44 кг | 7      |
| Чемпіонат Європи з боротьби серед юніорів 2010 | Нідерланди | жіноча боротьба, до 48 кг | Срібло |
| Чемпіонат світу з боротьби серед юніорів 2010  | Нідерланди | жіноча боротьба, до 48 кг | 15     |
| Чемпіонат Європи з боротьби серед юніорів 2011 | Нідерланди | жіноча боротьба, до 48 кг | 5      |
| Чемпіонат Європи з боротьби серед молоді 2015  | Нідерланди | жіноча боротьба, до 53 кг | 12     |